# Dries van der Lof
Dries van der Lof (n. 23 august 1919, Emmen, Drenthe, Țările de Jos – d. 24 mai 1990, Enschede, Țările de Jos) a fost un pilot de Formula 1. De-a lungul carierei a luat startul în 1 cursă, niciuna din pole-position. Nu a câștigat nicio cursă și nu a terminat niciodată pe podium, acumulând 0 puncte în întreaga activitate ca pilot de Formula 1.